# Danger Island
Danger Island é um seriado estadunidense de 1931, gênero aventura, dirigido por Ray Taylor, em 12 capítulos, estrelado por Kenneth Harlan, Lucile Browne e Walter Miller. O seriado foi produzido e distribuído pela Universal Pictures, veiculando nos cinemas estadunidenses a partir de 24 de agosto de 1931, e atualmente é considerado perdido.

## Sinopse
Bonnie Adams ouve de seu pai, em seu leito de morte, sobre a descoberta de um depósito de rádio em uma ilha ao largo da costa da África. Ben Arnold e sua namorada Aileen Chandos querem o rádio para si próprios e usam a amizade com Bonnie para isso. O capitão do barco, Harry Drake, levando-os a seu destino mas se apaixona por Bonnie.

## Elenco
- Kenneth Harlan … Harry Drake
- Lucile Browne … Bonnie Adams
- Tom Ricketts … Professor Adams
- Walter Miller … Ben Arnold
- William L. Thorne … Bull Black
- Beulah Hutton … Aileen Calindos
- Andy Devine … Briney
- George Regas … Lascara
- Everett Brown … Cebu

## Capítulos
1. The Coast of Peril
2. Death Rides the Storm
3. Demons of the Pool
4. Devil Worshippers
5. Mutiny
6. The Cat Creeps
7. The Drums of Doom
8. Human Sacrifice
9. The Devil Bird
10. Captured for Sacrifice
11. The Lion's Lair
12. Fire God's vengeance

Fonte: